# Александар Јерусалимски
Свети Александар Јерусалимски је православни светитељ и ранохришћански мученик из 3. века.
Помиње се као ученик Климента Александријског. Почетком 3. века изабран је за епископа у Флавији, у Кападокији.
У време прогона хришћана од стране цара Септимија Севера бачен је у тамницу, где је био неколико година. По ослобођењу из тамнице свети Александар отпутовао је у Јерусалим да се поклони светим местима. Тамо је изабран за епископа Јеруслимског. При Јерусалимској цркви основао је чувену Јерусалимску библиотеку. У њој је сабрао књиге Светога Писма и дела ондашњих хришћанских писаца. За време прогона хришћана од стране цара Деција, свети Александар је поново ухвапшен, и окован доведен у Кесарију Палестинску на суд. На суду је неустрашиво и громогласно исповедио пред свима да је Христос Једини истинити Бог и Цар и Творац васељене. Притом је рекао и да је клањање идолима клањање демонима, и да је идолопоклонство убитачна заблуда. Због тога је мучен и бачен жив зверовима да га поједу. Изведен пред зверове, свети Александар се помоли Господу оваквим речима: „Ако је воља Твоја да сада скончам, нека буде како Ти хоћеш!" - Тада зверии притрчаше к светитељу: једни приклањаху главе своје пред њим, други му целиваху ноге, трећи му лизаху ране. И тако благодаћу Божјом светитељ Божји остаде неповређен. Затим је поново бачен у тамницу, где је умро мученички 251. године.
Православна црква прославља светог Александра јерусалиимског 12. децембра по јулијанском календару.